# Landa kyrka, Västergötland
Landa kyrka är en kyrkobyggnad som ligger i östra delen av Vårgårda kommun. Den tillhör Algutstorps församling i Skara stift.

## Historia
Landa socken har medeltida ursprung. Den gamla kyrkan sägs ha varit belägen på Stora Landas ägor, 1,4 km öster om nuvarande kyrka. Det var en träkyrka med ett rektangulärt långhus (10 x 9 meter) och ett smalare kor (4 x 4 meter) samt en klockstapel väster om kyrkan. Vid en utgrävning 1955 påträffades en mängd träkol, vilket tyder på att kyrkan kan ha brunnit. Platsen är idag utmärkt av en minnessten.

## Kyrkobyggnaden
Landa kyrka ligger på en liten kulle. Den befintliga salformade träkyrkan, byggd av ekstockar, torde härröra från 1600-talet. Exteriören är klädd med vitmålad panel under ett tegeltäckt sadeltak. I fasaden rektangulära fönsteröppningar. Västtornet, tillbyggt 1768, består av ett brett nedre parti, som fungerar som vapenhus, och en smalare spirkrönt påbyggnad. Interiören präglas framförallt av förändringar företagna under sent 1800-tal. Såväl väggar som innertak är klädda med pärlspontpanel och bänkarna är öppna. Sakristian i långhusets sydöstra hörn är avdelad med en träskärm. Elektriskt ljus saknas.

## Inventarier
- Altartavlans omfattniong och predikstolen är utförda i barockstil.
- Pelikan med ungar, en symbol för Kristus, utförda i trä.
- Nattvardskalk från medeltiden.[1]

## Orgel
Piporgel saknas. Däremot finns ett harmonium.